# Rouwdienst
Een rouwdienst is een kerkdienst bij de uitvaart van een overleden persoon. Er wordt ook wel gesproken van een "dankdienst voor het leven" of "gedachtenisdienst". In niet-kerkelijke kringen spreekt men eerder van een samenkomst of afscheidsbijeenkomst. Aansluitend volgt meestal de crematie of begrafenis.